# Lastic (Puy-de-Dôme)
Lastic település Franciaországban, Puy-de-Dôme megyében. Lakosainak száma 99 fő (2022. január 1.). Lastic Bourg-Lastic, Briffons, Saint-Germain-près-Herment és Saint-Sulpice községekkel határos.

## Népesség
A település népességének változása:
| Lakosok száma | 107  | 110  | 111  | 109  | 107  | 104  | 102  | 100  | 99   |
|               | 2013 | 2015 | 2016 | 2017 | 2018 | 2019 | 2020 | 2021 | 2022 |